# Sebastian Hering
Sebastian Hering (ur. 21 sierpnia 1910 w Monachium, zm. 28 lutego 1978 tamże) – niemiecki zapaśnik walczący w stylu klasycznym. Olimpijczyk z Berlina 1936, gdzie zajął czwarte miejsce w wadze piórkowej.
Mistrz Europy w 1935; drugi w 1931 roku.
Mistrz Niemiec w 1931, 1933 i 1934; drugi w 1932, 1935, 1936 i 1948; trzeci w 1939 i 1941 w stylu klasycznym. Mistrz w stylu wolnym w 1935 i 1942; drugi w 1936, 1938, 1940, 1943 i 1949; trzeci w 1937 roku.

## Letnie Igrzyska Olimpijskie 1936
| Konkurencja          | Rundy eliminacyjne  | Rundy eliminacyjne     | Rundy eliminacyjne  | Rundy eliminacyjne     | Rundy eliminacyjne     | Klas. końcowa |
| Konkurencja          | Przeciwnik I        | Przeciwnik II          | Przeciwnik III      | Przeciwnik IV          | Przeciwnik V           | Miejsce       |
| -------------------- | ------------------- | ---------------------- | ------------------- | ---------------------- | ---------------------- | ------------- |
| 61 kg styl klasyczny | Ion Horvath (ROU) Z | Norman Morrell (GBR) Z | Aarne Reini (FIN) Z | Henryk Szlązak (POL) Z | Einar Karlsson (SWE) P | 4.            |